# Det Europæiske Universitetsinstitut i Firenze
Det Europæiske Universitetsinstitut (EUI) i Firenze er en selvstændig forskeruddannelsesinstitution, oprettet i 1972 gennem en konvention mellem de daværende medlemslande af EF og senere tilsluttet af nyankomne medlemslande af EU. De første studerende startede på instituttet i 1976.
Et studie ved instituttet forudsætter en kandidatgrad og kan foregå indenfor fagområderne økonomi, jura, statskundskab, sociologi og historie.
Danmark yder sammen med en række europæiske lande tilskud til Instituttets drift. Derudover har Danmark afsat fire stipendier til studerende derved.